# Luhansk
Luhansk ili Lugansk (ukrajinski: Луганськ, ruski: Луга́нск) grad je u istočnoj Ukrajini i središte Luhanske oblasti.

## Položaj
Nalazi se na istoku Ukrajine, oko 20 km od Ruske granice. Kroz grad protječe rijeka Luhanj, pritoka Severskog Donjeca.

## Povijest
Povijest grada započinje 1795. godine, kada je britanski industrijalac Charles Gascoigne osnovao tvornicu metala. To je bio početak industrije koja još uvijek egzistira u gradu. Luhansk je dobio status grada 1882. godine. Smješten je u Donjeckom bazenu, Luhansk je razvijen od strane sovjetskih vlasti kao važan industrijski centar Istočne Europe, osobito u proizvodnji lokomotiva.

## Stanovništvo
Po službenom popisu stanovništva iz 2001. godine, grad je imao oko 463 000. Prema etničkoj pripadnosti u gradu živi najviše Ukrajinaca oko 50 % i Rusa oko 47 %.

## Gradovi prijatelji
- Cardiff, Velika Britanija
- Lublin, Poljska
- Pernik, Bugarska
- Székesfehérvár, Mađarska
- Saint-Étienne, Francuska
- Daqing, Kina

## Poznate osobe
- Sergej Bubka, skakač u vis
- Fedor Emelianenko, ruski borac mješovitih borilačkih sportova,

## Sport
U gradu djeluje nogometni klub Zorja Luhansk, koji se natječe u Ukrajinskoj Premier ligi

## Vanjske poveznice
- Službena stranica grada  Arhivirana inačica izvorne stranice od 20. travnja 2009. (Wayback Machine)

### Ostali projekti
|  | Zajednički poslužitelj ima još gradiva o temi Lugansk |